# Synema papuanellum
Synema papuanellum är en spindelart som beskrevs av Embrik Strand 1913. Synema papuanellum ingår i släktet Synema och familjen krabbspindlar. Inga underarter finns listade i Catalogue of Life.